# 한낮의 달
한낮의 달(일본어: 真昼の月 마히루노츠키[*])는 1996년에 TBS 계열에서 매주 목요일 22:00 ～ 22:54에 방송된 TV 드라마이다.
평균 시청률 20.7％로 TBS 목요일 10시 드라마 중 두 번째로 높은 평균 시청률을 기록하였다. 제1화에서 토키와가 강간 당하는 장면이 매우 실감나게 묘사되어, 강간, 트라우마 등의 사회 문제에 대해 방영 당시 화제가 되었다.

## 개요
아나운서 지망생이던 야마시타 마에(토키와 타카코 분)는 어느 날 밤 강간을 당해 마음에 깊은 상처를 입는다. 세탁소를 운영하는 토가시 나오키(오다 유지 분)와 사랑을 키워 나가며 마음의 상처를 치료해가는 이야기이다.
주인공 두 사람 외에도 5년 전 부인을 잃어 진심으로 여자를 사랑할 수 없게 된 히로세 선생님(나이토 타카시 분)과 나오키를 좋아하지만 내색하지 못하는 간호사 사카구치 마리(이이지마 나오코 분)의 관계, 그리고 나오키의 엄마와 나오키의 여동생인 치카의 이야기도 함께 묘사하고 있다.
제10회 The 텔레비전 드라마 아카데미상을 수상하였다.

## 부제
제1회 - 영원의 비밀 (永遠の秘密)
제2회 - 돌아갈 수 없는 두 사람 (戻れない二人)
제3회 - 슬픈 고백 (悲しい告白)
제4회 - 입맞춤 (くちづけ)
제5회 - 마음의 상처 (心の傷)
제6회 -  이렇게 사랑하고 있는데… (こんなに愛しているのに…)
제7회 - 이별 (別離)
제8회 - 내 안의 타인 (私の中の他人)
제9회 - 도피행 (逃避行)
제10회 - 내 곁에 있어줘 (あなたにいてほしい)
제11회 - 범인과의 대결 (犯人との対決)
최종회 - 최고의 복수 (最高の復讐)

## 주요 출연진
- 토가시 나오키 (富樫直樹)：오다 유지
- 야마시타 마에 (山下舞永)：토키와 타카코
- 히로세 고로 (広瀬吾郎)：나이토 타카시
- 사카구치 마리 (坂口茉莉)：이이지마 나오코
- 토가시 치카 (富樫智香)：사이토 아이코
- 토가시 유코 (富樫由子)：시라카와 유미

## 음악
- 주제가：Swing Out Sister - 〈Now You're Not Here〉
- 삽입곡：빌리 조엘 - 〈The Longest Time〉

## 비고
- 1996년 가을에 방송된 '해프닝 대상'에서 이이지마 나오코가 NG를 많이 내 개인으로서는 최초로 '해프닝 대상(大ハプニング大賞)'을 수상했다.